# Magersdorf, Šentandraž v Labotski dolini
Magersdorf je naselje v Občini Šentandraž v Labotski dolini v Okraju Volšperk na Koroškem v Avstriji.